# Flugbuchung
Als Flugbuchung bezeichnet man in der Reisebranche die verbindliche Reservierung der Beförderung eines Flugpassagiers oder von Frachtgut  durch Buchung einer bestimmten Flugreise gegen Bezahlung des ausgestellten Flugtickets.
Diese Buchung bildet die Voraussetzung für den Abschluss eines Beförderungsvertrags und den Antritt der Flugreise – anders als etwa im Eisenbahnverkehr, wo eine Reise in der Regel kurzfristig angetreten werden kann und ein Fahrschein teilweise auch noch nach Fahrtantritt erworben werden darf.
Der mit der Flugbuchung verbundene Erwerb des Flugtickets ist an eine bestimmte Verbindung gebunden; sie kennzeichnet sich durch ein Flugdatum, eine Flugnummer und die damit korrespondierende Flugstrecke. Ein konkreter Sitzplatz darf in der Regel erst reserviert werden, wenn der Fluggast eincheckt und die zum Einstieg in das Flugzeug berechtigende Bordkarte erhält. Grund hierfür ist, dass häufig erst relativ spät feststeht, welches Flugzeug bzw. Flugzeugmuster die Fluggesellschaft für den konkreten Flug einsetzen wird.

## Buchungsmöglichkeiten
Die Flugbuchung ist über folgende Wege möglich:
- an einem Buchungsschalter oder auf der Geschäftsstelle der Fluggesellschaft,
- über ein Reisebüro (bzw. bei Großunternehmen über eine Unternehmensreisestelle),
- über das Internet (oft die einzige Möglichkeit bei einer Billigfluggesellschaft),
- per Telefon (für Stammkunden) oder
- per Post.

## Reservierungssysteme
Viele Fluggesellschaften und Reisebüros sind an zentrale computergestützte Flugreservierungssysteme angeschlossen. Weltweit haben sich vier privatwirtschaftlich betriebene Reservierungssysteme mit nennenswertem Marktanteil etabliert. Sie lauten in alphabetischer Reihenfolge: Amadeus, Galileo, Sabre und Worldspan. Diese marktbeherrschenden Stellungen können für den Flugkunden mit dem Nachteil verbunden sein, auf Grund der zwischen dem Reisebüro oder der Fluggesellschaft und dem Reservierungssystem geltenden Geschäftsbedingungen nicht immer die auf dem freien Markt angebotenen preisgünstigsten Flüge angeboten zu bekommen (Oligopolcharakter der Reservierungssysteme). Insoweit empfiehlt es sich, mit Hilfe des Internets eigene Preisvergleiche durchzuführen und den gewünschten günstigsten Flug ggf. unmittelbar online bei der Anbietergesellschaft zu buchen.

## Umbuchung und Stornierung
Je nach dem gewählten Tarif bzw. der Klasse ist es möglich, das Ticket umzubuchen, sodass es Gültigkeit für einen anderen Flug erhält. Dies kann mit Kosten verbunden sein, welche aber in den Buchungskonditionen vermerkt sein müssen.
Kann oder will ein Fluggast einen gebuchten Flug nicht wahrnehmen, sehen die Beförderungsbedingungen der Fluggesellschaften üblicherweise eine Möglichkeit zur Stornierung vor. Je nach den konkreten Buchungskonditionen fallen hierbei aber Kosten an, die eine Rückzahlung des Buchungspreises weitgehend ausschließen können. Zumindest die deutsche Rechtsprechung beurteilt entsprechende Bestimmungen im Rahmen einer AGB-Kontrolle jedoch als unwirksam, wenn die Allgemeinen Reisebedingungen auch die Rückerstattung desjenigen Teils des Ticketpreises versagen, der auf Steuern und Gebühren entfällt, die die Fluggesellschaft infolge der Nichtbeförderung einspart.

## Warteliste (Stand-By)
Ist die vom Passagier gewünschte Beförderungsklasse auf einem Flug ausgebucht, so kann er sich bei Linienflügen chronologisch in eine Warteliste einreihen lassen. Dieser so genannte Stand-By-Flug ist ein konkreter Linienflug, bei dem das Check-in beendet ist, die freien Sitzplätze feststehen und den einige Passagiere ohne vorherige Buchung noch nutzen möchten. Erst zum Ende des Check-in hat die Fluggesellschaft einen Überblick, welche Flugpassagiere nicht erschienen sind (No-show), obwohl ihr Flug bestätigt wurde. Ihre frei bleibenden Sitzplätze können im Wege des Stand-By zu einem geringen Flugpreis abgegeben werden. Beim Stand-By-Flug kann es bei starker Nachfrage zu Wartelisten kommen, bei denen einzelne Fluggäste Priorität genießen können (etwa Kunden mit Vielfliegerstatus oder Mitarbeiter der Airline). Die Aufnahme in die Warteliste berechtigt deshalb noch nicht zum Transport auf der gewünschten Flugstrecke. Treten dann Fluggäste mit einer bestätigten Buchung von dieser zurück oder erscheinen nicht rechtzeitig zum Check-in, so werden die Wartelistenbuchungen in der Reihenfolge des Eintrags bestätigt. Dies kann oft bis kurz vor Abflug erfolgen. Bei Wartelistenpriorität wird eine Wartelistenbuchung bevorzugt bestätigt.
In eine solche Warteliste eintragen lassen kann sich auch, wer erhebliche Preisnachlässe der jeweiligen Fluggesellschaft nutzen möchte, indem er am Flughafen bis kurz vor Abflug darauf wartet bzw. hofft, dass eine Passagiermaschine nicht gänzlich ausgebucht ist. Der Reisende kann den jeweiligen Flug somit am Flughafen auf Stand-By-Basis buchen. Allerdings ist eine Stand-By-Buchung stets mit dem Risiko verbunden, dass zu viele Interessenten kurzfristig in die Warteliste eingetragen werden, damit für jeden Anwärter ein Sitzplatz bereitsteht. Ein Stand-By-Flug ist allerdings nicht mit den preisgünstigen Last-Minute-Angeboten zu verwechseln, die ausschließlich bei Charterfluggesellschaften oder Reiseveranstaltern in der Regel längere Zeit vor Abflug, zum Teil sogar Wochen vorher, gebucht werden können.

## Überbuchung
Da es immer wieder vorkommt, dass Passagiere einen bereits gebuchten Flug nicht antreten (englisch no-show), ist es bei den Fluggesellschaften üblich, für Flüge mehr Buchungen zu bestätigen als Plätze vorhanden sind. Diese Usance beruht auf Beobachtungen und Computerauswertungen für die jeweilige Strecke. Das heißt, auf einer Flugstrecke kann die Überbuchung beispielsweise nur fünf Prozent von der zur Verfügung stehenden Sitzplatzkapazität betragen, auf einer anderen aber 20 Prozent.
Kann ein Passagier mit bestätigtem Flug nicht auf dem von ihm gebuchten Flug mitgenommen werden, ist die Fluggesellschaft verpflichtet, ihm
- die schnellstmögliche Ersatzbeförderung anzubieten. Wenn der Flug innerhalb der EU startet oder von einer in einem EU-Mitgliedsstaat ansässigen Fluggesellschaft durchgeführt wird und innerhalb der EU endet, kann ein Fluggast alternativ auch die Erstattung des Ticketpreises verlangen (Art 4 Abs. 3, Art. 8 Abs. 1 Fluggastrechte-Verordnung der EU, vormals EG).[2]
- eine Ausgleichszahlungen gemäß Art. 7 FluggastrechteVO zu erbringen. Dies gilt zumindest bei Überbuchung auf Verbindungen mit Start oder Ziel in der EU, assoziierten Ländern oder der Schweiz, auf die die FluggastrechteVO Anwendung findet.[3]
- gegebenenfalls darüber hinausgehenden Schadenersatz in den Grenzen des Montrealer Übereinkommens zu leisten.[4]

In den USA sind Fluggesellschaften ferner verpflichtet, die Zahl der von Überbuchung betroffenen Fluggäste regelmäßig an die Verbraucherschutzabteilung des US-Verkehrsministeriums zu melden. Demnach liegt die Zahl der denied boardings, also der Passagiere, die im Überbuchungsfall trotz Beförderungsanspruchs abgewiesen werden, bei den großen US-Gesellschaften langjährig zwischen 0,1 und 0,2 Prozent. Die überwiegende Zahl der Betroffenen verzichtet dabei freiwillig auf den Platz in der gebuchten Maschine und geht auf das Kompensationsangebot der Airline ein. Dennoch wurden im Jahr 2016 rund 0,006 Prozent aller Passagiere (6,2 je 100.000 Reisende) nicht befördert, obwohl sie auf ihren Beförderungsanspruch bestanden. Die Quote der unfreiwilligen Nichtbeförderungen variiert je nach Airline und betrug 2016 bei den großen Gesellschaften zwischen 0,5 pro 100.000 Reisenden (Hawaiian Airlines) und 15 pro 100.000 Reisenden (ExpressJet Airlines).